# Бримфілд (переписна місцевість, Огайо)
Бримфілд (англ. Brimfield) — переписна місцевість (CDP) в США, в окрузі Портадж штату Огайо. Населення — 3365 осіб (2020).

## Географія
Бримфілд розташований за координатами 41°5′44″ пн. ш. 81°21′4″ зх. д. / 41.09556° пн. ш. 81.35111° зх. д. (41.095529, -81.351116).  За даними Бюро перепису населення США в 2010 році переписна місцевість мала площу 10,38 км², з яких 10,28 км² — суходіл та 0,09 км² — водойми.

## Демографія
Згідно з переписом 2010 року, у переписній місцевості мешкали 3343 особи в 1264 домогосподарствах у складі 968 родин. Густота населення становила 322 особи/км².  Було 1328 помешкань (128/км²).
Расовий склад населення:
| - 95,3 % — білих - 2,4 % — чорних або афроамериканців - 0,7 % — азіатів - 0,2 % — корінних американців |

До двох чи більше рас належало 1,3 %. Частка іспаномовних становила 0,8 % від усіх жителів.
За віковим діапазоном населення розподілялося таким чином: 23,8 % — особи молодші 18 років, 63,4 % — особи у віці 18—64 років, 12,8 % — особи у віці 65 років та старші. Медіана віку мешканця становила 38,2 року. На 100 осіб жіночої статі у переписній місцевості припадало 97,6 чоловіків;  на 100 жінок у віці від 18 років та старших — 95,5 чоловіків також старших 18 років.
Середній дохід на одне домашнє господарство  становив 65 599 доларів США (медіана — 58 385), а середній дохід на одну сім'ю — 70 690 доларів (медіана — 68 977). Медіана доходів становила 51 970 доларів для чоловіків та 35 957 доларів для жінок. За межею бідності перебувало 17,2 % осіб, у тому числі 26,4 % дітей у віці до 18 років та 7,9 % осіб у віці 65 років та старших.
Цивільне працевлаштоване населення становило 1665 осіб. Основні галузі зайнятості: виробництво — 24,5 %, роздрібна торгівля — 20,4 %, освіта, охорона здоров'я та соціальна допомога — 17,2 %.